# Hilda Aitken
Hilda Aitken, född 1891, död 1987, var en bermudansk politiker.
Hon var verksam inom Bermuda Women’s Suffrage Society.
Hon blev 1948 tillsammans med Edna Watson den första kvinnan i Bermudas parlament. 